# CR Parodius Da!
CR Parodius Da! (CR パロディウスだ! CR Parodiusu Da!?) es una serie de pachinkos ambientada en el universo de Parodius y es desarrollada por Newgin. Fue la octava entrega de la saga de videojuegos y la primera serie de pachinkos de la misma. Se compone de varios títulos lanzados a partir del año 2000:
- CR Parodius Da! (CR パロディウスだ! CR Parodiusu Da!?) (septiembre de 2000)
- CR Parodius Da! EX (CR パロディウスだ! EX CR Parodiusu Da! EX?) (noviembre de 2000)
- CR Parodius Da! ZE (CR パロディウスだ! ZE CR Parodiusu Da! ZE?) (2000)
- CR Parodius Da! 2 (CR パロディウスだ! 2 CR Parodiusu Da! 2?) (2000)

## Personajes
Estos son los personajes de Parodius como:
- Takosuke Jr.
- Koitsu
- Old Lecher Tako A
- Anna Barbowa
- Hikaru y Akane
- Mike
- Belial
- Michael
- Pentarou
- El Barco de Batalla de Moai
- TwinBee
- Hanako
- Tarika